# Phumosia fulvocothurnata
Phumosia fulvocothurnata är en tvåvingeart som först beskrevs av Brauer 1899.  Phumosia fulvocothurnata ingår i släktet Phumosia och familjen spyflugor. Inga underarter finns listade i Catalogue of Life.